# Elephant & Castle (metrostation)
Elephant & Castle is een station van de metro van Londen dat werd geopend op 4 november 1890 en wordt bediend door Northern Line en de Bakerloo Line.

## Geschiedenis

### City and South London Railway
In 1884 kreeg de City of Londen and Southwark Subway (CL&SS) de vergunning voor een ondergrondse lijn tussen King William Street en Elephant & Castle. De aanleg begon in 1886 en in 1887 werd de verlenging tot Stockwell goedgekeurd. In tegenstelling tot de eerder gebouwde metrolijnen die met de openbouwputmethode werden aangelegd moesten de tunnels naar het zuiden op grote diepte geboord worden waarmee de lijn de eerste “Tube” van Londen werd. De perrons lagen aan de oostkant van hun respectievelijke sporen en waren vanaf die kant bereikbaar met een lift tussen perrons en stationshal. Het stationsgebouw aan de zuidkant van het Elephant Square was ontworpen door T.P. Figgis met elementen van de arts-and-craftsbeweging en bakstenen muren, vergelijkbaar met dat van Kennington. Op 25 juli 1890 werd de naam gewijzigd in City and South London Railway (C&SLR) toen de concessie werd verlengd tot Clapham Common. 4 november 1890 volgde de opening van de lijn door de Prins van Wales, de reizigersdienst begon op 18 december 1890. In november 1891 werd een plan ingediend voor de aanleg van de Baker Street and Waterloo Railway (BS&WR) dat in 1896 werd goedgekeurd, de bouw begon in augustus 1898. Tijdens de bouw werd de BS&WR in 1902 gekocht door de UERL.  

### Underground Electric Railways Company of London Limited (UERL)
UERL was naast de BS&WR ook eigenaar van de Hampstead Tube en de Piccadilly Line die eveneens in aanbouw waren, alsmede van de District Railway. De elekrificatie van de District Railway vond plaats tussen 1903 en 1905, de tubes, waaronder de BS&WR werden in 1906 en 1907 geopend. Het stationsgebouw van de BS&WR (Bakerloo Line) aan de noordkant van Elephant Square werd gebouwd naar het standaardontwerp dat Leslie Green voor UERL had ontworpen. Op het stationsgebouw werden nog drie verdiepingen uit bakstenen gebouwd, die echter niet bij Leslies ontwerp horen. Deze verdiepingen worden door Transport for London gebruikt voor de administratie en accommodatie voor buschauffeurs. De Bakerloo Line kreeg haar naam bij de opening op 10 maart 1906, de perrons bij Elephant & Castle kwamen op 5 augustus in bedrijf. De overstaptunnel onder de C&SLR tunnels naar het noorden volgde op 10 augustus, waarmee overstappers inpandig tussen de C&SLR perrons op 18 meter diepte en de Bakerloo Line perrons op 25 meter diepte konden lopen. In 1913 kocht UERL ook de C&SLR zodat beide lijnen bij Elephant & Castle in handen waren van de UERL. De tunnels van de C&SLR kenden echter een kleine diameter en derhalve krappe metrostellen. UERL wilde de tunnels verbreden om het moderne materieel, zoals op haar andere lijnen, te kunnen inzetten. De toestemming voor de ombouw kwam nog in 1913 maar de Eerste Wereldoorlog betekende opschorting van de ombouw. Na afloop van de oorlog werd alsnog begonnen met de ombouw die UERL tijdens normaal bedrijf wilde uitvoeren.
Op 27 november 1923 reed een metrostel echter door een tijdelijk stootblok waardoor de tunnel richting Borough instortte en de tunnel volliep met water en grint. Korte tijd later ontplofte een gasleiding waardoor een waterleiding brak en op straat een met water gevulde krater ontstond. De lijn werd in twee delen gesplitst maar op 28 november 1923 werden de perrons van de C&SLR alsnog gesloten voor de verruiming van de tunnels. Hierbij werden ondergronds de perrons aan de buitenzijde van de sporen gelegd en aan de zuidkant een loopbrug tussen lift en westelijke perron gelegd.  Bovengronds werd het stationsgebouw van T.P. Figgs van een nieuwe gevel voorzien en op 1 december 1924 konden de reizigers weer gebruikmaken van de C&SLR. Op deze manier kreeg het station twee toegangsgebouwen de ene aan de zuidkant en de andere aan de noordkant van Elephant Square. Tijdens de ombouw bleef de Bakerloo Line in bedrijf en in dat deel van het station werd op 13 mei 1924 een meisje geboren, de eerste baby die in de Londense metro geboren werd. Volgens de eerste persberichten had ze de naam Thelma Ursula Beatrice Eleanor gekregen (zodat haar initialen TUBE zouden zijn), maar dit bleek later niet waar: haar echte naam was Mary Ashfield Eleanor Hammond.Haar tweede naam Ashfield was afgeleid van Lord Ashfield, directeur van UERL, die ermee instemde de peetvader van de baby te zijn.   

### London Transport
In 1930 werd de nationalisatie van het Londense OV aangekondigd en in 1931 volgde goedkeuring om de Bakerloo Line ten zuiden van Elephant & Castle parallel aan de spoorlijn te verlengen tot Camberwell met een tussenstation bij Albany Road. In 1933 nam het London Passenger Transport Board (LPTB) het OV over van de private vervoerders en in 1937 werd de lijn Northern Line genoemd. 
In 1940 werd het station gebruikt als schuilkelder. Na de Tweede Wereldoorlog verscheen de verlenging tot Camberwell op de kaart echter zonder dat met de bouw was begonnen. In de jaren 50 van de twintigste eeuw verdween de verlenging naar Camberwell weer van de metrokaart. In 1966 werd het winkelcentrum tussen het Elephant Square en het spoorwegstation opgeleverd. Tijdens de bouw van het winkelcentrum werd het Elephant Square omgebouwd tot rotonde en werd het zuidelijke toegangsgebouw herbouwd. Tussen december 2001 en 12 december 2003 werd dit gebouw nogmaals verbouwd waarbij met name de matglazen gevel in het oog springt. Het noordelijke toegangsgebouw is, op een glazen uitbouw aan de westkant na, ongewijzigd. In 2006 werden de tegels uit 1924 zorgvuldig nagemaakt om versleten originelen te vervangen. De originel tegels van de C&SLR uit 1890 tegen de tunneldaken zijn verborgen onder een verlaagd plafond met verlichting en kabels. In 2007 waren de perrons van de Bakerloo Line aan de beurt. De oorspronkelijke kastanjebruine tegels zijn hier eveneens bedekt. Door plaatsing van de verlichting, kabels en het omroepsysteem zijn de logo's van de ondergrondse allemaal op dezelfde hoogte geplaatst.

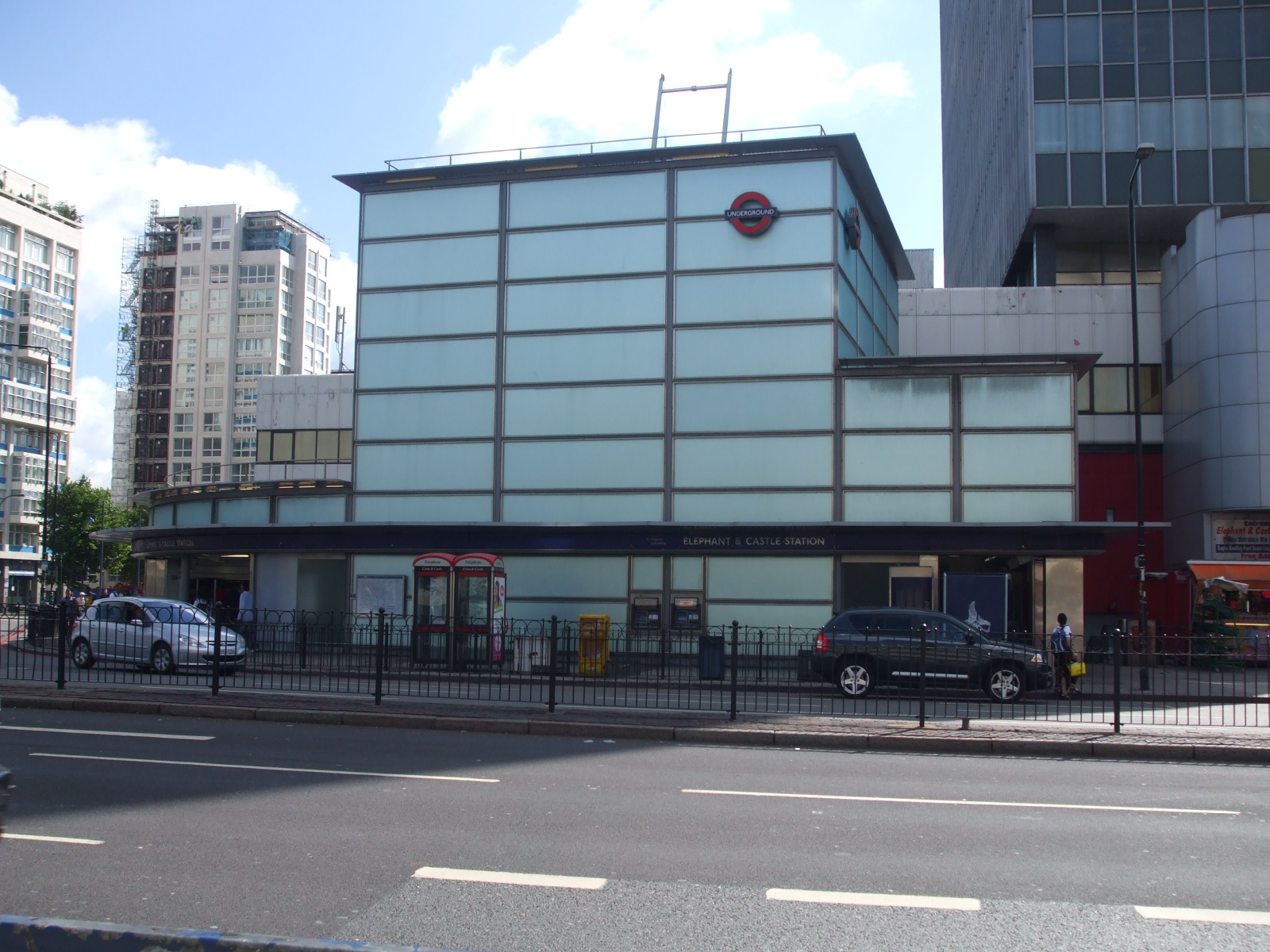
Het zuidelijke toegangsgebouw
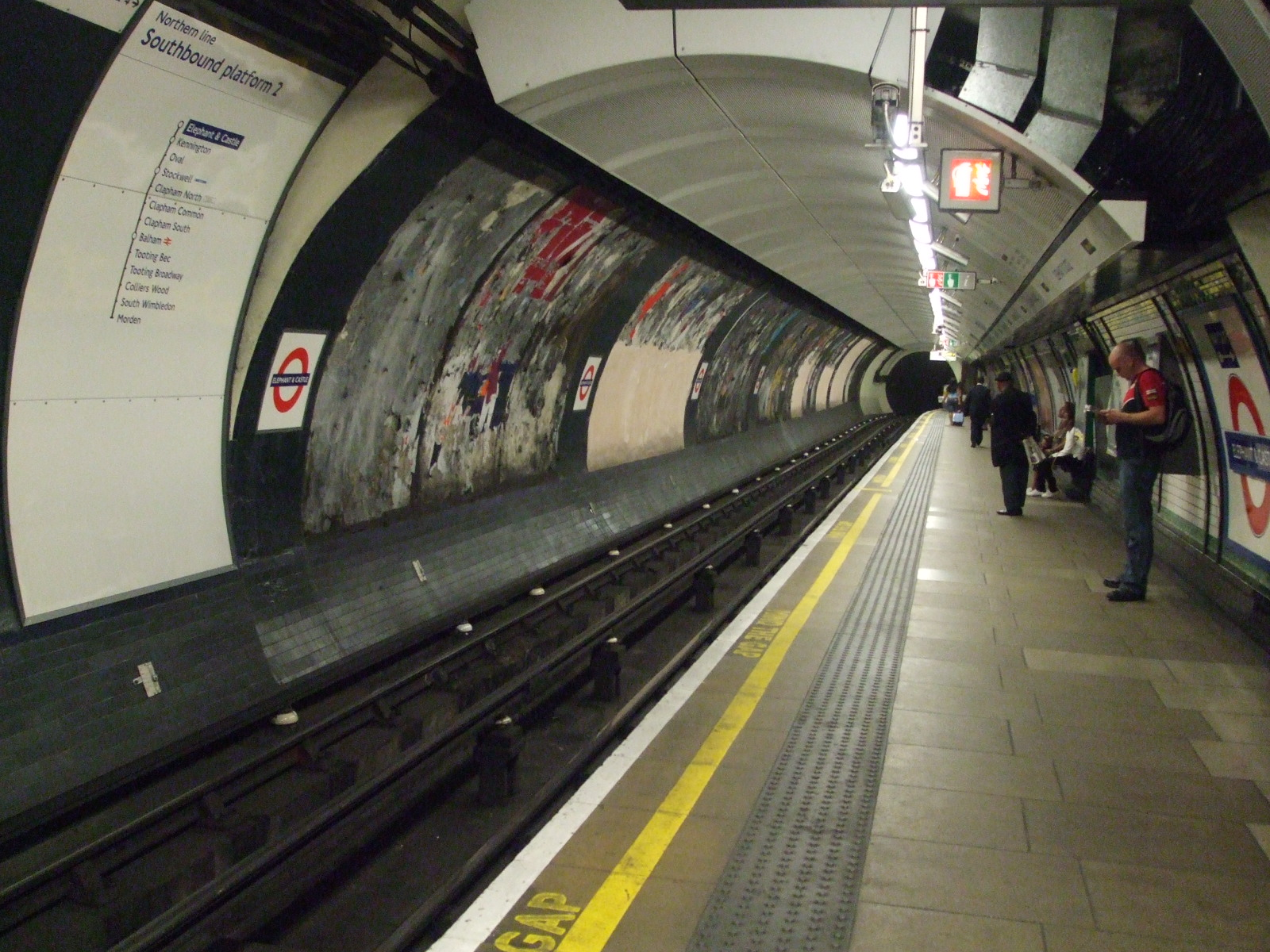
Northern Line
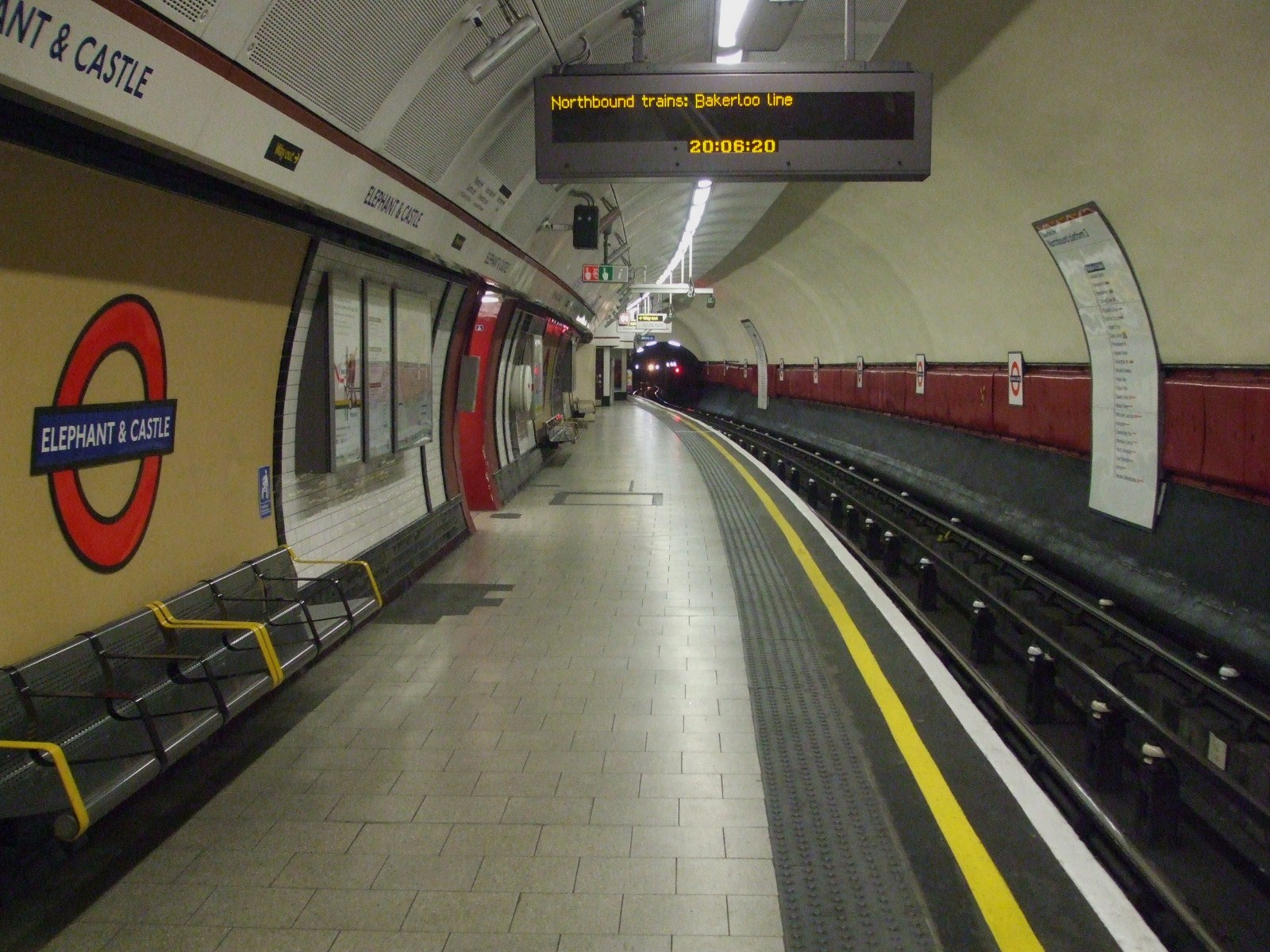
Bakerloo Line

## Ligging en inrichting
De beide toegangsgebouwen hebben elk liften en wenteltrappen tussen de stationshal en de perrons. De liften vanuit beide gebouwen komen aan de onderkant uit op het niveau van de perrons van de Northern Line. Om de perrons van de Bakerloo Line te bereiken loopt er een tunnel boven de sporen naar de trappen tussen de perrons. De overstaptunnel heeft een eigen trap aan de kant van de Bakerloo Line. Het noordelijke toegangsgebouw ligt op de zuidpunt van de campus van de London South Bank University. Het westelijke perron van de Northern Line is eveneens met trappen verbonden met de onderkant van de lift. Het enige perron dat door rolstoelgebruikers bereikt kan worden is het oostelijke perron van de Northern Line dat rechtstreeks aansluit op de lift, zoals dat bij het oorspronkelijke station het geval was. Het zuidelijke toegangsgebouw heeft naast de uitgang naar de straat ook een uitgang Shopping Centre die via het winkelcentrum een verbinding bood met het spoorwegstation. De inrichting van het station werd al geruime tijd bekritiseerd vanwege de smalle gangen en het ontbreken van roltrappen. In verband met de woningbouwprojecten rond het station riep Southwark Council in 2008 op tot uitbreiding van het station waarbij de verbouwing van het winkelcentrum als laatste horde werd aangemerkt. In 2018 werd de verbouwing van het winkelcentrum, met inbegrip van een nieuwe hal voor de metro, goedgekeurd. Het winkelcenrum werd in september 2020 wegend verbouwing gesloten, de heropening staat gepland voor 2028/29. De verbeteringen en uitbreiding van het metrostation omvatten een nieuwe ingang en stationshal aan het Elephant Square, drie roltrappen en liften naar beide perrons van de Northern Line. Deze nieuwe stationshal zal ook een rechtstreekse verbinding met het spoorwegstation krijgen. Het casco van de stationshal wordt gebouwd door ontwikkelaar Delancey. De benodigde £ 15 miljoen voor de aansluiting met roltrappen en liften van de nieuwe stationshal op de perrons wordt gedeeld door Southwark council en Transport for London. Het ontwerp van de nieuwe hal houdt rekening met de verlenging van de Bakerloo Line waarvoor nieuwe tunnels met perrons zullen worden gebouwd ten oosten van de bestaande perrons. Door deze nieuwe perrons kan dan ook een groter aantal overstappers worden verwerkt. 
Het treinstation Elephant & Castle bevindt zich in de directe omgeving van het metrostation. Hoewel de overstappers buiten de toegangspoortjes komen hoeven reizigers met een Oystercard niet opnieuw het instaptarief te betalen en wordt de reis gezien als een reis.
Op 28 juni 2021 werd het station tijdelijk gesloten door een felle brand in de omgeving.

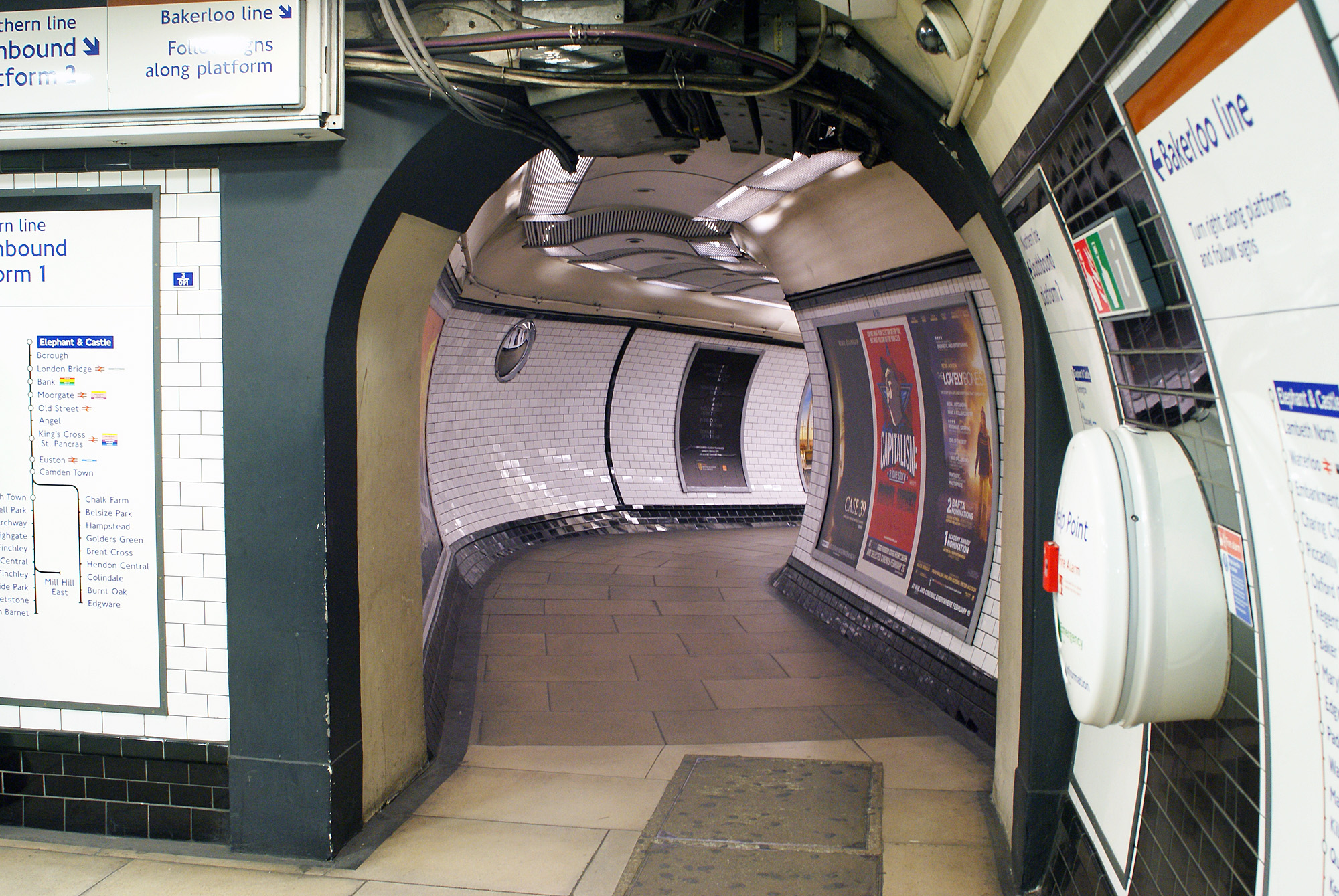
De overstaptunnel bij het westelijke perron van de Northern Line
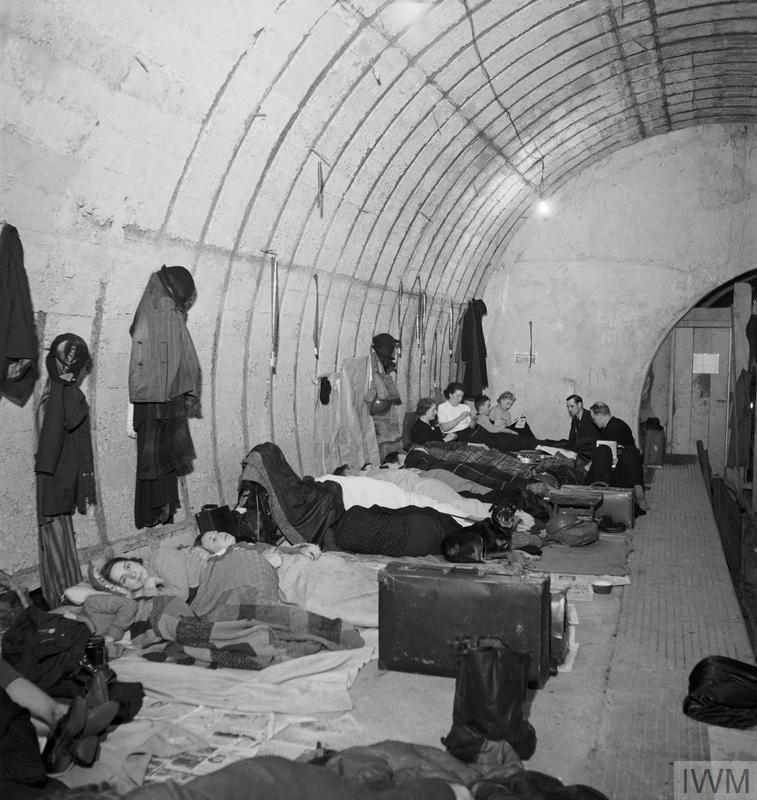
Het station als schuilkelder in november 1940
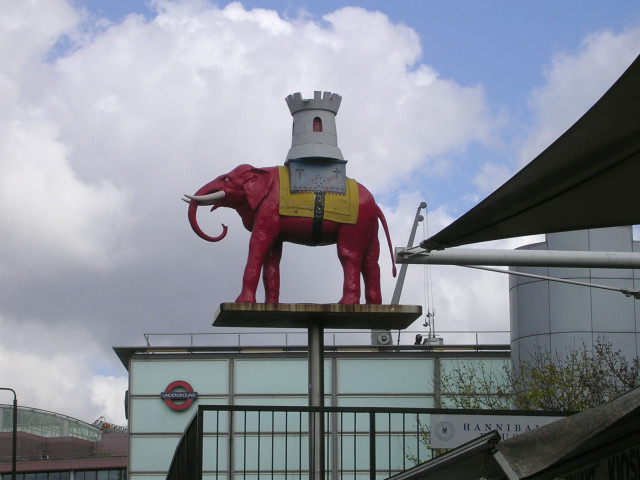
De stationsnaam in 3D

## Reizigersdienst

### Northern Line
De perrons van de Northern Line liggen aan de tak door de City. De normale dienst kent 20 metro's per uur naar Morden in het zuiden. In noordelijke richting rijden 10 metro's per uur naar Edgware en 10 metro's per uur naar High Barnet.

### Bakerloo Line
Het station is het zuidelijke eindpunt van de Bakerloo Line die aan de noordkant van de stad drie verschillende keerpunten kent. De normale dienst bestaat uit:
- 6 p/u naar Harrow & Wealdstone
- 3 p/u naar Stonebridge Park
- 5 p/u naar Queen's Park

In zuidelijke richting is al in 1931 goedkeuring verleend voor een verlenging tot Camberwell waarbij het station zou worden uitgerust met roltrappen, een derde perron en een nieuwe stationshal. In verband met opstoppingen op de Metropolitan Line werden de fondsen gebruikt voor een aftakking, sinds 1979 het noordelijke deel van de Jubilee Line, ten noorden van Baker Street parallel aan de Metropolitan Line. Deze aftakking werd in 1939 geopend en het uitbreken van de Tweede Wereldoorlog betekende een bouwstop. Na de oorlog lag er een uitgewerkt plan voor de verlenging tot Camberwell waarin het eindpunt drie sporen zou krijgen. De behoefte aan nieuw materieel en een depot betekende echter dat de fondsen voor een kostbare verlenging er niet kwamen. In 2005 werden drie mogelijke routes voorgelegd voor de verlenging:
- Station Hayes via Station Peckham Rye
- Station Beckenham Junction via Camberwell
- Station Hayes via Station New Cross

In 2011 adviseerde Network Rail om de lijn via Lewisham naar Hayes te laten lopen. In 2014 voerde Transport voor London een onderzoek uit naar een verlenging naar Hayes en Beckenham junction met mogelijke tracées langs Camberwell, Lewisham of Old Kent Road. Voor het oostelijke deel zal de Hayes Line van Network Rail worden overgenomen. In februari 2017 werd een tracé onder de Old Kent Road vastgelegd tussen Elephant & Castle en Lewisham met mogelijkheid tot verdere verlenging in de toekomst. De kosten van de aanleg worden geschat op £ 2-3 miljard en de bouw zal plaatsvinden tussen half de jaren 20 en begin jaren 30 van de eenentwintigste eeuw. 

Harrow & Wealdstone ·
Kenton ·
South Kenton ·
North Wembley ·
Wembley Central ·
Stonebridge park ·
Harlesden ·
Willesden Junction ·
Kensal Green ·
Queen's Park ·
Kilburn Park ·
Maida Vale ·
Warwick Avenue ·
Paddington ·
Edgware Road ·
Marylebone ·
Baker Street ·
Regent's Park ·
Oxford Circus ·
Piccadilly Circus ·
Charing Cross ·
Embankment ·
Waterloo ·
Lambeth North ·
Elephant & Castle
- International Standard Name Identifier: 0000 0001 0673 7677
- Virtual International Authority File: 154390087